# Рікарду Нуньєш
Рікарду Нуну доc Сантуш Нуньєш (англ. Ricardo Nuno dos Santos Nunes / порт.-браз. Ricardo Nuno dos Santos Nunes; нар. 18 червня 1986, Йоганнесбург, ПАР) — південноафриканський футболіст, лівий захисник.

## Клубна кар'єра
Народився в південноафриканському місті Йоганнесбург в родині етнічних португальців. Згодом разом з родиною повернувся на історичну батьківщину, де й розпочав займатися футболом. У 12-річному віці приєднався до академії «Ештуріла».
Пройшов через молодіжну академію «Бенфіки» – грав лише за резервну команду клубу, провів сезон 2005/06 років у третьому дивізіоні – Нуньєш продовжував грати на дорослому рівні у нижчих лігах Греції та Кіпру. Саме на Кіпрі вперше зіграв у вищому дивізіоні, виступав у вищому дивізіоні за АЕП Пафос й «Олімпіакос» (Нікосія).
31 січня 2012 року, після півтора сезони в португальській Сегунда-Лізі, підписав контракт на два з половиною роки з «Жиліною». Дебютував за нову команду 27 березня 2012 року у нічийному (1:1) виїзному матчі проти «Злате Моравце». У сезоні 2011/12 років виграв разом з «Жиліною» чемпіонат та кубок Словаччини. У лютому 2014 року він знову змінив клуб та країну, приєднався до болгарського «Левські», з яким підписав контракт до червня 2015 року.
У 2014 році Нуньє підписав контракт з представником польської Екстракляси «Погонь» (Щецин), у футболці якої за шість років провів 153 матчі.

## Кар'єра в збірній
Хоча Нуньєш народився в Південній Африці, він представляв Португалію на рівні U-17. Це означало, що після розмови з Гордоном Ігесундом йому потрібен був дозвіл від ФІФА, щоб виступати за Південну Африку.
На початку жовтня 2012 року викликаний до складу збірної Південної Африки на товариські матчі проти Польщі та Кенії. Під час цього запрошення Ігесунд сказав, що «Нуньєш — дуже захоплюючий гравець» і що він «спеціаліст у виконанні штрафних ударів». Дебютував за національну команду 12 жовтня в програному (0:1) поєдинку проти Польщі у Варшаві.

## Статистика виступів

### Клубна
Станом на 17 червня 2021 року
| Клуб                   | Сезон              | Ліга                  | Ліга  | Ліга | Кубок країна Кубок ліги | Кубок країна Кубок ліги | Ліга чемпіонів Ліга Європи | Ліга чемпіонів Ліга Європи | Загалом | Загалом |
| Клуб                   | Сезон              | Ліга                  | Матчі | Голи | Матчі                   | Голи                    | Матчі                      | Голи                       | Матчі   | Голи    |
| ---------------------- | ------------------ | --------------------- | ----- | ---- | ----------------------- | ----------------------- | -------------------------- | -------------------------- | ------- | ------- |
| «Бенфіка Б»            | 2005/2006          | III Дивізіон          | 23    | 1    | –                       | –                       | –                          | –                          | 23      | 1       |
| «ПАС Ламія 1964»       | 2006/2007          | Гамма Етнікі          | 30    | 0    | –                       | –                       | –                          | –                          | 30      | 0       |
| АЕП (Пафос)            | 2007/2008          | Другий дивізіон       | 25    | 2    | –                       | –                       | –                          | –                          | 25      | 2       |
| «Аріс» (Лімасол)       | 2008/2009          | Другий дивізіон       | 25    | 7    | –                       | –                       | –                          | –                          | 25      | 7       |
| «Аріс» (Лімасол)       | 2009/2010 (весна)  | Другий дивізіон       | 7     | 0    | –                       | –                       | –                          | –                          | 7       | 0       |
| «Аріс» (Лімасол)       | Загалом в «Арісі»  | Загалом в «Арісі»     | 32    | 7    | –                       | –                       | –                          | –                          | 32      | 7       |
| «Олімпіакос» (Нікосія) | 2009/2010 (весна)  | Другий дивізіон       | 12    | 1    | –                       | –                       | –                          | –                          | 12      | 1       |
| «Трофенсе»             | 2010/2011          | Друга ліга Португалії | 7     | 0    | –                       | –                       | –                          | –                          | 7       | 0       |
| «Портімоненсі»         | 2011/2012 (осінь)  | Друга ліга Португалії | 17    | 0    | 8                       | 0                       | –                          | –                          | 25      | 0       |
| «Жиліна»               | 2011/2012 (вевсна) | Цоргонь ліга          | 15    | 0    | 2                       | 0                       | –                          | –                          | 17      | 0       |
| «Жиліна»               | 2012/2013          | Цоргонь ліга          | 26    | 2    | 5                       | 1                       | 1                          | 0                          | 32      | 3       |
| «Жиліна»               | 2013/2014 (осінь)  | Цоргонь ліга          | 10    | 0    | –                       | –                       | 2                          | 0                          | 12      | 0       |
| «Жиліна»               | Загалом у «Жиліні» | Загалом у «Жиліні»    | 51    | 2    | 7                       | 1                       | 3                          | 0                          | 61      | 3       |
| «Левські» (Софія)      | 2013/2014 (весна)  | група «А»             | 9     | 0    | 2                       | 0                       | –                          | –                          | 11      | 0       |
| «Погонь» (Щецин)       | 2014/2015          | Екстракляса           | 22    | 0    | –                       | –                       | –                          | –                          | 22      | 0       |
| «Погонь» (Щецин)       | 2015/2016          | Екстракляса           | 22    | 1    | 1                       | 0                       | –                          | –                          | 23      | 1       |
| «Погонь» (Щецин)       | 2016/2017          | Екстракляса           | 32    | 2    | 6                       | 2                       | –                          | –                          | 38      | 4       |
| «Погонь» (Щецин)       | 2017/2018          | Екстракляса           | 32    | 2    | 2                       | 0                       | –                          | –                          | 34      | 2       |
| «Погонь» (Щецин)       | 2018/2019          | Екстракляса           | 20    | 0    | 1                       | 0                       | -                          | -                          | 21      | 0       |
| «Погонь» (Щецин)       | 2019/2020          | Екстракляса           | 15    | 1    | -                       | -                       | -                          | -                          | 15      | 1       |
| «Погонь» (Щецин)       | Загалом у «Погоні» | Загалом у «Погоні»    | 143   | 6    | 10                      | 2                       | –                          | –                          | 153     | 8       |
| Усього в кар'єрі       | Усього в кар'єрі   | Усього в кар'єрі      | 349   | 19   | 27                      | 3                       | 3                          | 0                          | 379     | 22      |

## Досягнення

### Клубні
«Жиліна»
- Словацька Суперліга
  -  Чемпіон (1): 2011/12

- Кубок Словаччини
  -  Володар (1): 2011/12